# 2794 Kulik
2794 Kulik eller 1978 PS3 är en asteroid i huvudbältet som upptäcktes den 8 augusti 1978 av den rysk-sovjetiske astronomen Nikolaj Tjernych vid Krims astrofysiska observatorium på Krim. Den har fått sitt namn efter den ryske och sovjetiske mineralogen och meteoritforskaren Leonid Kulik (1883–1942).
Asteroiden har en diameter på ungefär sju kilometer.